# На несколько долларов больше
«На не́сколько до́лларов бо́льше» (итал. Per qualche dollaro in più) — классический спагетти-вестерн, входящий в «долларовую трилогию» итальянского режиссёра Серджо Леоне. Главные роли исполняют Клинт Иствуд и Ли Ван Клиф. Второй фильм трилогии оказался успешнее, чем «За пригоршню долларов», и входит во многие рейтинги лучших фильмов. Он находится в топе 250 лучших фильмов по версии IMDB.

## Сюжет
Шайка бандитов вызволяет из тюрьмы своего главаря Индио (Джан Мария Волонте), он вместе с сообщниками убивает всех тюремщиков, кроме одного, чтобы тот рассказал всем о произошедшем. После Индио убивает того, кто его когда-то арестовал (Лоренсо Робледо) и заодно всю его семью, включая маленького сына, которому всего 18 месяцев (Франческа Леоне) — столько и просидел преступник. Индио свойственны внезапные приступы хохота и печальный взгляд. На протяжении фильма он носит с собой карманные часы с фотографией некоей девушки (Розмари Декстер), при сопровождающей мелодии из часов он вспоминает, как убил её мужа и изнасиловал её. За голову Индио обещана награда в 10 000 долларов.
За поимку бандита одновременно берутся двое «охотников за головами»: отставной полковник армии конфедератов Дуглас Мортимер (Ли Ван Клиф) и мастерски орудующий револьвером одной рукой блондин по прозвищу Однорукий (Клинт Иствуд). Банда Индио собирается ограбить банк в Эль-Пасо. Однорукий и полковник пересекаются, хоть не сразу, но они решают объединить усилия. Самого же Мортимера (как выясняется в конце фильма) награда не волнует, на убийство главаря бандитов у него свои личные причины. У Мортимера возникает план: Однорукий должен войти в доверие и стать членом банды Индио, для этого Однорукий освобождает его давнего друга (Данте Маджо). Индио хоть и не доверяет незнакомцу, но всё же берёт его в банду. Индио отправляет Однорукого и трёх других ограбить банк в Санта-Круз, Однорукий убивает трех бандитов и посылает ложную телеграфную тревогу, чтобы оповестить шерифа Эль-Пасо и его отряд, которые едут в Санта-Круз. Банда взорвала стену в задней части банка Эль-Пасо и украла сейф, но не может его открыть. По пути Однорукий и Мортимер пересекаются, теперь награда за шайку Индейца возросла на 40 тысяч, поскольку столько банк заплатит за возвращение денег. Полковник слегка ранит Однорукого, чтобы он не вызывал подозрений. Грогги (Луиджи Пистилли) — член банды Индейца, злится, когда видит, что Однорукий единственный, кто вернулся из Санта-Круза, но Индио принимает версию событий новичка. Бригада едет в небольшой приграничный городок Агуа-Кальенте, где их поджидает Мортимер. Горбун Уайлд (Клаус Кински), встречавший полковника ранее, хочет его убить за нанесённое ему оскорбление, но Мортимер стреляет первым и убивает Уайлда. Индио решает договориться с Мортимером, так как тот знает, как открыть сейф, не взрывая его. Полковнику удается открыть сейф, но Индио запрещает всем брать оттуда деньги, так как за ними охотятся, и нужно на время спрятать добычу.
Ночью Однорукий и Мортимер пытаются забрать деньги из ящика, но их ловят бандиты и жестоко избивают. Как оказалось, Индио знал, что они оба охотники за головами с тех пор, как впервые увидел. Индио задумывает отпустить пленников, чтобы они при побеге перестреляли всех членов банды, а тем временем Индио поделит добычу со своим приближённым Нино (Марио Брега). Индио и Нино убивают Кучилльо (Альдо Самбрель), объявляют его перед другими членами банды предателем и говорят, что он якобы убил ножом другого члена банды, хотя ранее это сделал Нино, выкрав нож у спящего Кучилльо, и отпустил охотников за головами. Индио разыгрывает истерику и приказывает найти их, пока они не доставили еще больше проблем. После того как все члены банды погнались за беглецами, с наступлением утра Индио и Нино задумывают бежать с украденными деньгами. Однако Грогги разгадывает план Индио и убивает Нино, после чего заставляет Индио открыть ящик, где спрятаны деньги. Но ящик пуст, а деньги спрятаны в мешке, который Однорукий перед поимкой успел забросить на дерево. Грогги не может найти деньги, и Индио предлагает дождаться, когда охотники сами придут, потому что уверен, что его люди не смогут их убить. Грогги соглашается, но дает Индио револьвер только с одним патроном.
Пока Однорукий и Мортимер убивают одного за другим бандитов, Грогги решает спросить Индио почему тот хранит музыкальные часы с фотографией неизвестной девушки. Индио снова печально вспоминает, что был влюблен в неё, но она досталась другому. Поэтому Индио убил её мужа и пытался овладеть ею, но та застрелилась. Как оказалось, это была сестра полковника Дугласа Мортимера.
Воспоминания прерывает возглас полковника: "Индио! Это полковник Дуглас Мортимер. Эта фамилия говорит тебе о чем-нибудь?". Обоих бандитов охватывает беспокойство. Грогги делится с Индио патронами и пытается выбежать из дома. Мортимер ранит его. Но Индио тут же обезоруживает полковника, метким выстрелом выбив у того из рук револьвер, и говорит, что когда в часах перестанет играть мелодия, полковник может попробовать поднять револьвер. На выручку полковнику приходит Однорукий и, держа Индио на мушке, даёт ему патронташ со своим оружием. Мортимер достигает своей цели: бандит убит, Однорукий получает денежное вознаграждение, а полковник Мортимер — удовлетворение от мести за честь и жизнь сестры. Пока Однорукий считал количество убитых бандитов, он недосчитался одного. За спиной на него намеревается напасть выживший Грогги, но Однорукий оказывается быстрее и убивает его. Два охотника за головами расстаются друзьями и уезжают в разные стороны: Мортимер — в закат, а Однорукий — с повозкой, набитой трупами бандитов и мешком денег.

## В ролях
- Клинт Иствуд — Однорукий
- Ли Ван Клиф — полковник Дуглас Мортимер
- Джан Мария Волонте — Индио (Индеец)
- Марио Брега — Ниньо
- Луиджи Пистилли — Грогги
- Альдо Самбрель — Кучильо
- Клаус Кински — Уайлд
- Бенито Стефанелли — Хьюи
- Франк Брана — Блэки
- Луис Родригес — Мануэль
- Панос Пападопулос — Санчо Перес
- Лоренсо Робледо — Томасо
- Хосе Террон — Гай Каллоуэй (1-й преступник, убитый Мортимером)
- Рикардо Паласиос — владелец салуна
- Розмари Декстер — сестра Мортимера
- Питер Ли Лоуренс — зять Мортимера

## Работа над фильмом
В окрестностях Альмерии сохранились декорации, построенные для съёмок фильма. Интерьерные сцены были сняты в Риме на студии «Чинечитта». После выхода фильма на экраны продюсер «За пригоршню долларов» подал на его создателей в суд, требуя компенсации за использование фигуры героя Клинта Иствуда из первой ленты «долларовой трилогии». Суд посчитал, что тождество героев Иствуда в этих фильмах нельзя считать установленным и отказал в иске. Между тем герой Иствуда в «На несколько долларов больше» носит то же самое пончо, что и Джо в предыдущей ленте Леоне (видны даже залатанные дырки от пуль). Одного из второстепенных персонажей (горбун из банды Индейца) сыграл знаменитый немецкий актёр Клаус Кински.

## Технические данные
Оригинальный негатив фильма снят сферической оптикой в широкоэкранном кашетированном формате «Технископ» (англ. Techniscope) на стандартной 35-мм киноплёнке с оригинальным соотношением сторон кадра 2,33:1. Анаморфированные прокатные фильмокопии печатались оптическим способом с вертикальным анаморфированием кадра негатива и давали на экране соотношение сторон 2,35:1. Гидротипная печать прокатных копий велась по процессу «Техниколор» (англ. Technicolor). Оригинальная фонограмма — оптическая одноканальная.

## Анализ
Как и в других фильмах трилогии, отсутствие у героя Иствуда семьи и корней противопоставлено семейным традициям таких героев, как Мортимер и Туко. Пропущенные через красноватый фильтр флешбеки психотравмы Индейца были поначалу вырезаны из американской версии фильма, что значительно обеднило его психологическую составляющую, сместив акцент на немотивированность чинимого насилия. Утрату корней подчеркивают иронически трактуемые режиссёром религиозные мотивы — так, полковника поначалу принимают за «преподобного», в первой же сцене он погружён в чтение Библии. Кафедра в заброшенной церкви используется Индейцем для произнесения «притчи о плотнике», однако и она лишь иллюстрирует его план ограбления банка.